# Eumorpha macasensis
Eumorpha macasensis är en fjärilsart som beskrevs av Clark 1922. Eumorpha macasensis ingår i släktet Eumorpha och familjen svärmare. Inga underarter finns listade i Catalogue of Life.